# Frank Foley
Francis Edward Foley, Compagno dell'Ordine di San Michele e San Giorgio (CMG), noto anche con lo pseudonimo di Frank (Highbridge, 24 novembre 1884 – Stourbridge, 8 maggio 1958), è stato un militare britannico, ufficiale dei servizi segreti britannici. In qualità di addetto al controllo passaporti per l'ambasciata britannica a Berlino, Foley "ha piegato le regole" aiutando migliaia di famiglie ebree a fuggire dalla Germania nazista dopo la Notte dei cristalli e prima dello scoppio della seconda guerra mondiale. È ufficialmente riconosciuto come Eroe britannico dell'Olocausto e Giusto tra le Nazioni.

## Biografia

### Primi anni
Foley era il terzo figlio di Isabella e Andrew Wood Foley, un ferroviere nato a Tiverton, la cui famiglia potrebbe aver avuto origine da Roscommon in Irlanda all'inizio del 1800. Dopo aver frequentato le scuole locali nel Somerset, Foley vinse una borsa di studio allo Stonyhurst College, nel Lancashire, dove fu educato dai Gesuiti. In seguito entrò in un seminario cattolico in Francia per formarsi come sacerdote, ma subito dopo si trasferì all'Université de France di Poitiers per formarsi in studi classici. In quest'ultimo periodo riconsiderò la sua vocazione al sacerdozio e decise invece di intraprendere la carriera accademica. Ha viaggiato molto in Europa, imparando fluentemente sia il francese che il tedesco.
Foley si laureò alla Reale accademia militare di Sandhurst, fu incaricato come sottotenente del reggimento Hertfordshire il 25 gennaio 1917. Nominato capitano temporaneo il 20 settembre 1917, mentre comandava una compagnia di fanteria del 1º battaglione, Reggimento Hertfordshire, e fu in seguito con il 2°/6° Battalion North Staffordshire Regiment, durante il quale fu menzionato nei dispacci..

### Nel servizio segreto

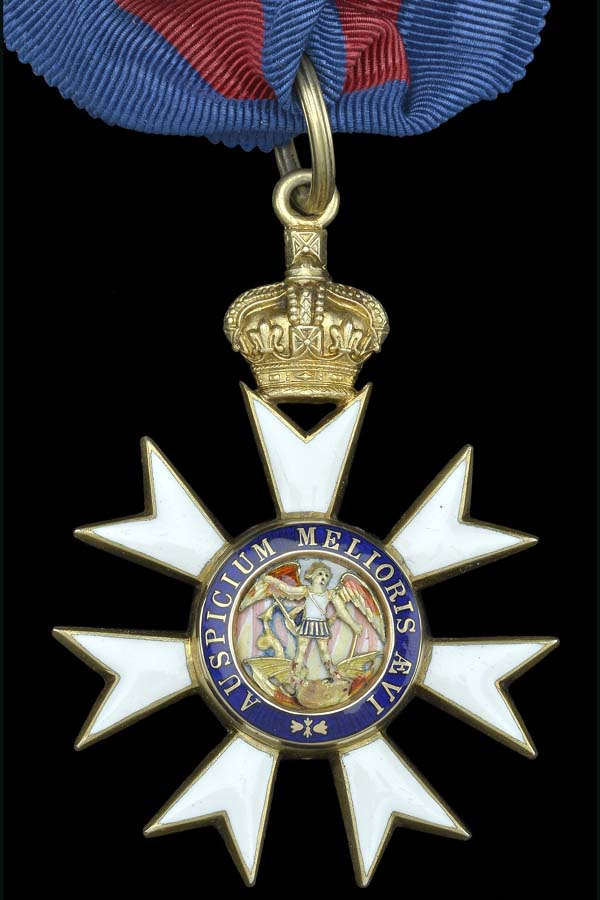
Ordine di San Michele e San Giorgio

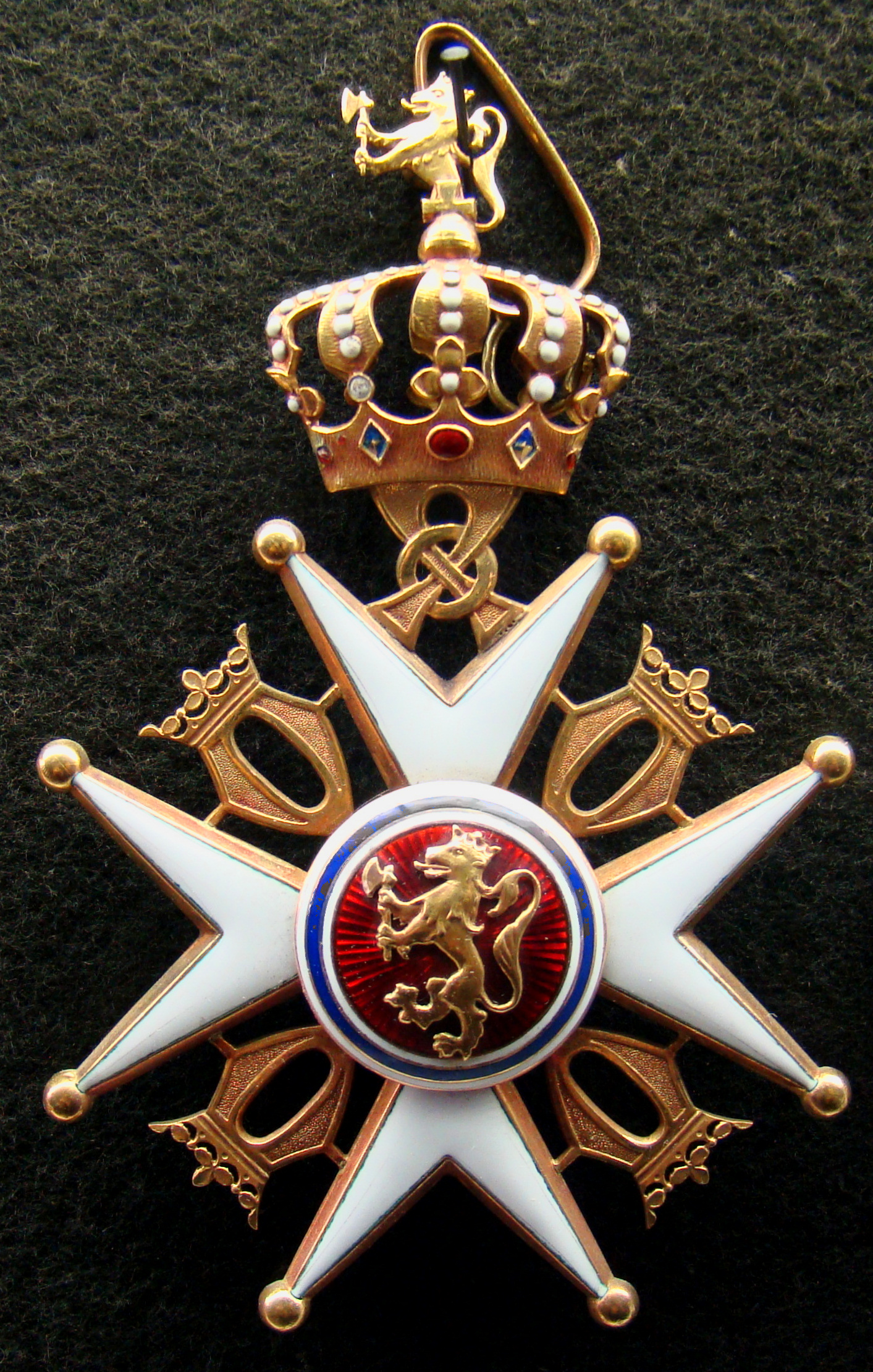
Ordine reale norvegese di Sant'Olav

La storia della fuga di Foley dalla Germania e delle sue abilità linguistiche era stata notata al Ministero della Guerra. Fu incoraggiato a fare domanda per l'Intelligence Corps. Il 25 luglio 1918 Foley fu promosso tenente. Nel luglio 1918 entrò a far parte di una piccola unità che era responsabile del reclutamento e della gestione della rete di agenti segreti in Francia, Belgio e Paesi Bassi. Dopo l'armistizio prestò servizio per un breve periodo nella Commissione di controllo militare interalleata a Colonia. Il 19 aprile 1920 rinunciò al temporaneo grado di capitano, e nel dicembre 1921 si ritirò dall'Esercito con il grado di Capitano.
Dopo l'esaurimento della commissione, gli fu offerto il posto di ufficiale al controllo passaporti di Berlino, che era una copertura per le sue principali funzioni di capo della stazione dei servizi segreti britannici (MI6). Durante gli anni '20 e '30, Foley ebbe successo nel reclutamento degli agenti e nell'acquisizione dei dettagli chiave della ricerca e dello sviluppo militare tedesco.
Insieme a Wilfrid Israel e Hubert Pollack, Foley diede vita ad un meccanismo specializzato nel salvataggio degli ebrei che erano già stati deportati nei primi campi di concentramento. Pollack aveva i contatti nella Gestapo; Wilfrid aveva il denaro necessario ed i legami diretti con gli sponsor all'estero; Foley era l'uomo incaricato del rilascio dei visti. Le persone andavano da Wilfrid cercando aiuto per liberare i loro parenti dai campi, Wilfrid forniva i fondi necessari a Pollack, Pollack otteneva i documenti, e Foley concedeva i visti a coloro che secondo Wilfrid e Pollack erano persone oneste il cui nome era stato segnato dalla Gestapo.
Pollack e Wilfrid hanno tenuto informato Foley anche degli eventuali agenti impiantati dalla Gestapo nelle file dei richiedenti i visti. Questa storia si riflette tra le altre nel film The Essential Link: The Story of Wilfrid Israel del regista Yonatan Nir.
Foley è principalmente ricordato come uno "Schindler britannico". Nel suo ruolo di ufficiale di controllo passaporti, ha aiutato migliaia di ebrei a fuggire dalla Germania nazista. Al processo del 1961 contro l'ex nazista Adolf Eichmann, è stato descritto come una "primula rossa" per il modo in cui ha rischiato la propria vita per salvare gli ebrei minacciati di morte dai nazisti. Nonostante non avesse immunità diplomatica e fosse passibile di arresto in qualsiasi momento, Foley avrebbe piegato le regole quando timbrava i passaporti e rilasciava i visti, per consentire agli ebrei di fuggire "legalmente" in Gran Bretagna o in Palestina, allora controllata dagli inglesi. A volte andava oltre, entrando nei campi di internamento per far uscire gli ebrei, nascondendoli in casa sua e aiutandoli a ottenere i necessari passaporti falsi. Un operatore umanitario ebreo ha stimato di aver salvato "decine di migliaia" di persone dall'Olocausto.

### Seconda Guerra Mondiale
Nel 1939 e nel 1940, Foley era un ufficiale di controllo dei passaporti in Norvegia fino all'invasione tedesca, quando fu assegnato a Otto Ruge, C-in-C delle forze armate norvegesi sul campo, per i quali servizi ricevette la Croce di Cavaliere norvegese dell'Ordine di Sant'Olaf. Foley e Margaret Reid, la sua assistente, abbandonarono Oslo il 9 aprile 1940 durante l'avanzata tedesca e si recarono a Lillehammer e Åndalsnes. Prima di lasciare Oslo, Foley e Reid hanno bruciato i documenti della legazione britannica. Foley aiutò il comandante in capo della Norvegia, il generale Otto Ruge, a contattare la Gran Bretagna per richiedere assistenza contro l'invasore.
Foley aveva il suo trasmettitore radio che permetteva a Ruge di comunicare con Londra indipendentemente dai telefoni fissi norvegesi. Reid era una esperta di cifratura che codificava i messaggi inviati in Gran Bretagna. Fino all'arrivo del ministro Cecil Dormer il 16 aprile, Foley ha agito come rappresentante del Regno Unito presso le autorità norvegesi. Foley e Reid furono evacuati da Molde dalla marina britannica il 1 maggio. Ad Åndalsnes, Foley presumibilmente incontrò Martin Linge, che fungeva da ufficiale di collegamento.
Il 1º gennaio 1941 è stato insignito del titolo di Capitano Compagno dell'Ordine di San Michele e San Giorgio (CMG) per i suoi servizi al Ministero degli Esteri. Nel 1941 gli fu affidato il compito di interrogare il vice di Hitler, Rudolf Hess, dopo la fuga di Hess in Scozia. Dopo che Hess fu ricoverato in ospedale nel 1942, Foley aiutò a coordinare l'MI5 e l'MI6 nella gestione di una rete di doppi agenti, il Double Cross System.

### Nel dopoguerra
Foley tornò a Berlino subito dopo la guerra sotto la copertura di assistente ispettore generale del ramo di pubblica sicurezza della Commissione di controllo in Germania, dove fu coinvolto nella caccia agli ex criminali di guerra delle SS. Nel 1949, Foley si ritirò a Stourbridge, Worcestershire e vi morì nel 1958. È sepolto nel cimitero di Stourbridge.
Il 27 aprile 1961, il Daily Mail riportò la storia, scritta dalla vedova, delle sue attività per salvare quanti più ebrei possibile con i visti per il Regno Unito. Quando non era possibile trovare un modo per un visto per la Gran Bretagna, ha contattato gli amici che lavorano nelle ambasciate di altre nazioni per la loro assistenza nella concessione dei visti per i loro paesi.
La sua vedova, Katharine Eva Foley, morì il 17 aprile 1979 nella sua casa di Sidmouth, nel Devon.

## Onorificenze e riconoscimenti
- Menzione nei dispacci di servizio nella prima guerra mondiale.[7]
- Ordine della Croce di Cavaliere di Sant'Olaf (norvegese) nel 1941.[7]
- Compagno dell'Ordine di San Michele e San Giorgio il 1º gennaio 1941.[18]
- Giusto tra le nazioni assegnato nell'ottobre 1999 postumo da Israele.[21]
- Eroe britannico dell'Olocausto assegnato postumo nel 2010.[22][23]

## Riconoscimento postumo

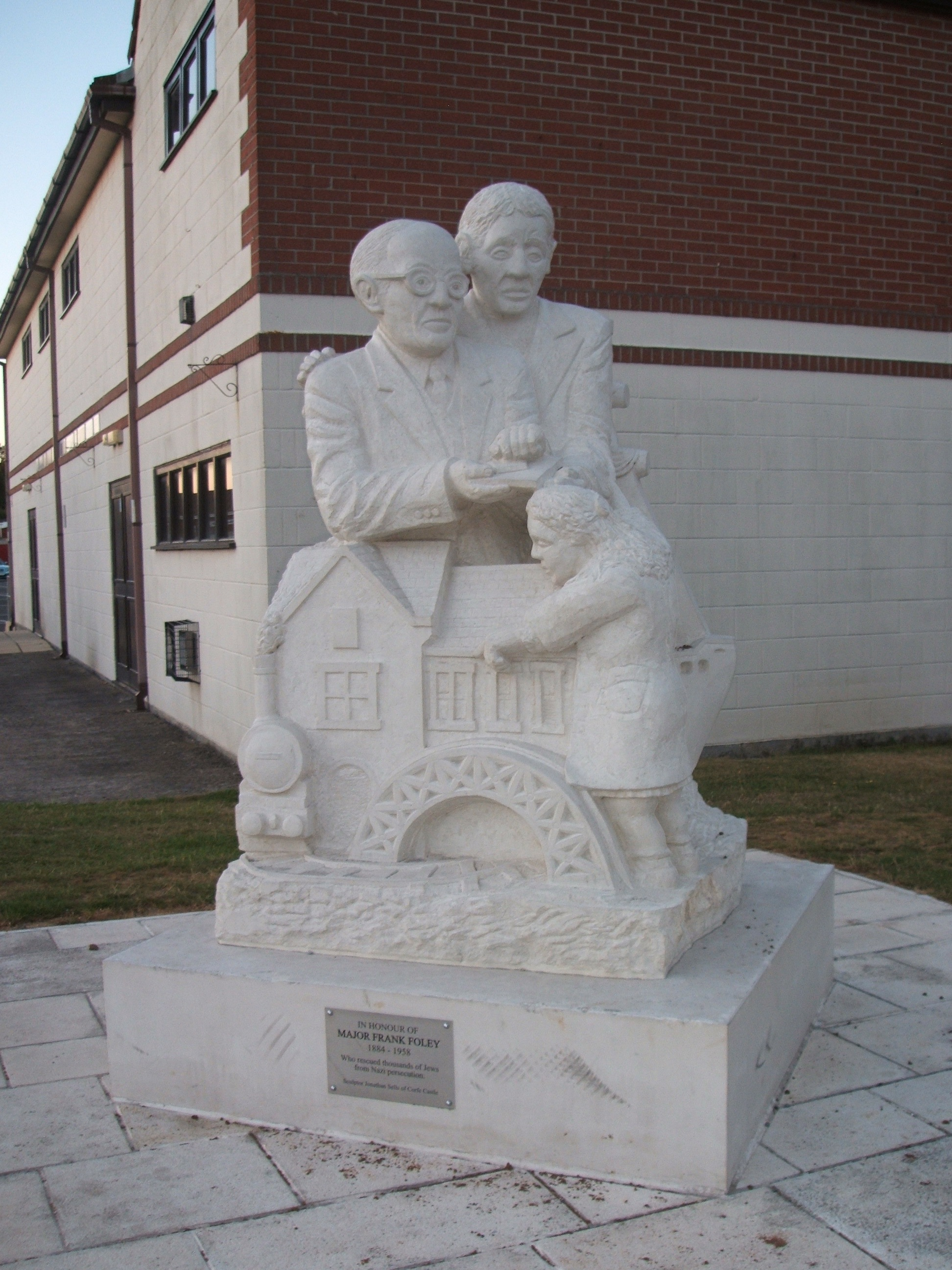
Statua di Frank Foley a Highbridge, Somerset

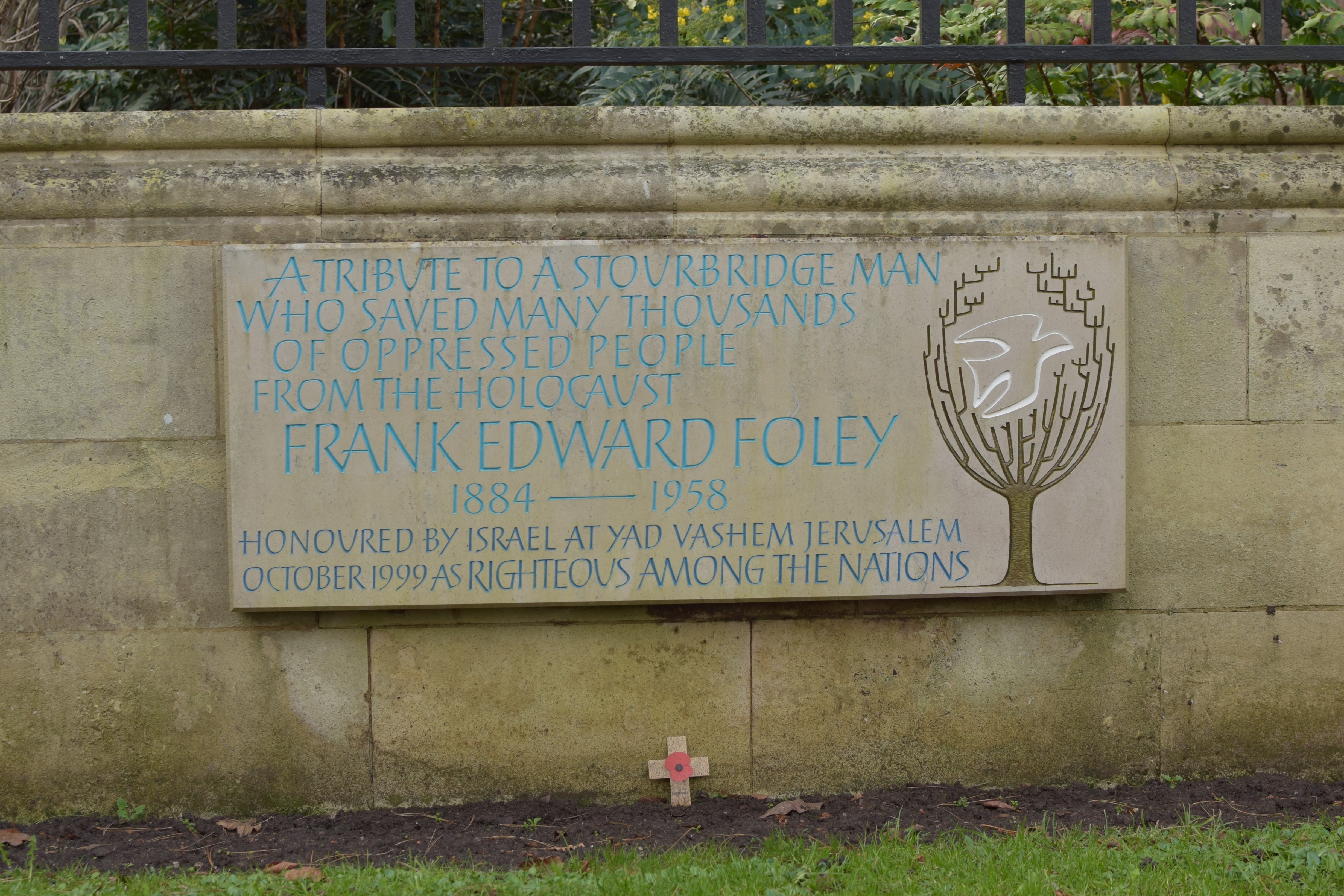
Targa commemorativa al Mary Stevens Park, Stourbridge

A Foley è stato accordato lo status di Giusto tra le Nazioni dallo Yad Vashem di Israele come risultato diretto della testimonianza reperite da Michael Smith dai "testimoni viventi", durante la sua ricerca per la biografia di Foley. Lord Janner, presidente dell'Holocaust Educational Trust, è stato determinante nel persuadere Yad Vashem a esaminare le prove di Smith. Alcuni membri del comitato di Yad Vashem, che determina se qualcuno debba essere nominato come "giusto gentile", erano inizialmente scettici sul fatto che un ufficiale dell'MI6 non avesse avuto l'immunità diplomatica ma lo storico Gill Bennett ha prodotto i documenti precedentemente classificati dal Ministero degli Esteri che hanno dimostrato che questo ne era il caso. La copertina del libro di Smith presenta la fotografia del primo passaporto diplomatico di Foley con la data di emissione chiaramente indicata come 11 agosto 1939.
Nel 2004 gli è stata dedicata una targa commemorativa all'ingresso del Mary Stevens Park di Stourbridge. L'anno successivo i volontari di Highbridge, città natale di Foley, raccolsero fondi per erigere il proprio tributo. Una statua è stata commissionata allo scultore Jonathan Sells e inaugurata nell'anniversario della Giornata della vittoria (VE Day), che è anche l'anniversario della sua morte. La "Frank Foley Parkway" tra Highbridge e Burnham-on-Sea è stata inaugurata il 7 luglio 2009.
Nel 2007, un film sulla vita di Foley era in fase di progettazione, i produttori hanno avviato un'azione legale contro l'MI6 per rilasciare i documenti ancora riservati relativi al suo lavoro.
Il 24 novembre 2004 (il 120º anniversario della sua nascita) i discendenti di Foley, i parenti di coloro che ha salvato, i rappresentanti delle organizzazioni ebraiche, i parlamentari britannici ed altri sostenitori, si sono riuniti presso l'Ambasciata britannica a Berlino per l'inaugurazione di una targa in onore di Foley. Alla cerimonia il ministro degli Esteri Jack Straw ha elogiato l'eroismo di Foley:
Il 31 maggio 2009, è stato dedicato un giardino in sua memoria allo Sternberg Centre di Londra, dove è stata posta una targa da Cherie Booth. Nel 2010, Foley è stato nominato eroe britannico dell'Olocausto dal governo britannico. Nel 2012 il ministro degli Esteri, William Hague, gli ha dedicato una targa nel cimitero ebraico di Hoop Lane a Golders Green, un'iniziativa guidata dalla Congregazione degli ebrei spagnoli e portoghesi e dalla sinagoga di West London. A lui è dedicato un autobus della National Express West Midlands. Il 18 settembre 2018, il principe William, duca di Cambridge, ha inaugurato una statua del maggiore Frank Foley nella città di Stourbridge, nel West Midlands, alla presenza del pronipote di Foley, Stephen Higgs.

### Approfondimenti
- Smith Michael, Foley: The spy who saved 10,000 Jews, Hodder, 1999, ISBN 0-340-76603-4.
- Sales, Dan, Kevin Spacey or Anthony Hopkins for Frank Foley Film?, su burnhamandhighbridgeweeklynews.co.uk, Burnham and Highbridge Weekly News, 5 ottobre 2006.
- Michael Smith, The Daily Telegraph: Mrs Foley's diary solves the mystery of Hess, su telegraph.co.uk (archiviato dall'url originale il 14 maggio 2007).
- BBC - Inside Out: Foley The Quiet Briton, su bbc.co.uk.
- Cherie Blair could help Foley Film, su burnhamandhighbridgeweeklynews.co.uk.